# Egipto en los Juegos Olímpicos de Seúl 1988
Egipto estuvo representado en los Juegos Olímpicos de Seúl 1988 por un total de 49 deportistas, 48 hombres y una mujer, que compitieron en 12 deportes.
El portador de la bandera en la ceremonia de apertura fue el tirador Mohamed Jorshed. El equipo olímpico egipcio no obtuvo ninguna medalla en estos Juegos.